# Jewgenija Lissizyna

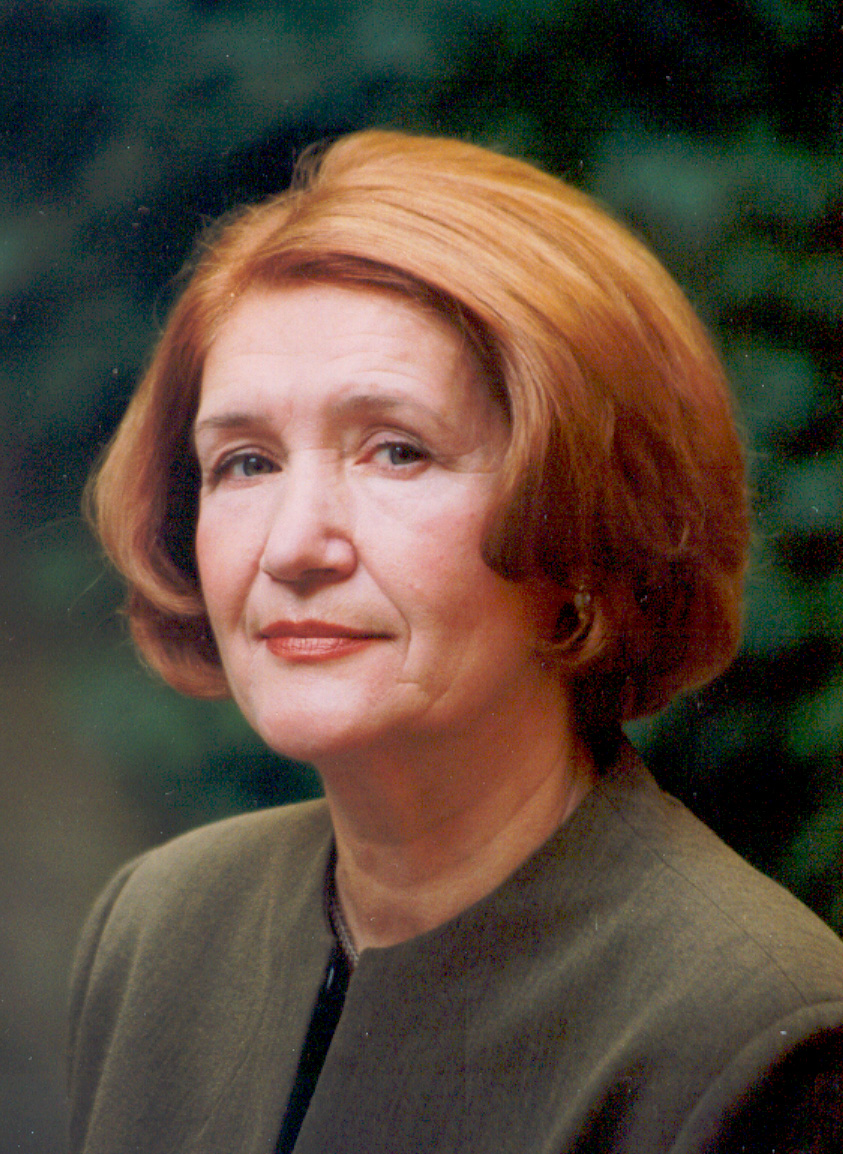
Jewgenija Lissizyna im Jahre 2001

Jewgenija Wladimirowna Lissizyna (lettisch Jevgēnija Ļisicina, russisch Евгения Владимировна Лисицына; englische Transkription: Jevgenija Lisicina; * 11. November 1942 in Stupino, Russland) ist eine lettische Organistin russischer Abstammung.

## Werdegang
1968 gewann sie den 2. Preis beim Čiurlionis-Wettbewerb (benannt nach Mikalojus Konstantinas Čiurlionis) in Vilnius im Fach Orgel. Sie ist Organistin am Dom zu Riga und hat über tausend Konzerte in der Sowjetunion und ihren Nachfolgestaaten sowie in  europäischen Ländern gegeben, darunter Deutschland, Italien, Frankreich und Belgien. Zwischen 1999 und 2001 spielte sie in einem Zyklus sämtliche Orgelwerke von Johann Sebastian Bach auf der Domorgel in Riga. Dieses Projekt wurde im Zusammenhang mit der 800-Jahr-Feier der Stadt Riga, die im Jahr 2001 stattfand,  realisiert.
Lissizyna hat von etlichen Werken Transkriptionen für die Orgel verfasst, darunter Antonio Vivaldis Die vier Jahreszeiten und Modest Mussorgkskis Bilder einer Ausstellung, Letzteres für Orgel und Perkussionsinstrumente. 1989/90 wurden bei einer Umfrage unter den Lesern der Zeitung Komsomolskaja Prawda zwei ihrer  Schallplattenaufnahmen unter die zehn besten Klassik-Platten in der Sowjetunion gewählt.